# Persicaria eciliata
Persicaria eciliata är en slideväxtart som beskrevs av M.A. Hassan. Persicaria eciliata ingår i släktet pilörter, och familjen slideväxter. Inga underarter finns listade i Catalogue of Life.